# 迈凯伦P1
迈凯伦P1是一款由英国汽车品牌迈凯伦汽车设计生产的限量版混合动力旗舰超级跑车,由美国汽车设计师Frank Stephenson设计这款车的概念车是在2012年巴黎车展上面世的。2013年10月开始向预定用户发售。到2013年11月，所有的375辆车已经全部售完。
这款车被认为充分利用了F1先进技术和混合动力技术。它并未采用它的前任迈凯伦F1的三座式，而是较为普通的双座式。和1993年的迈凯伦F1相同，迈凯伦P1也是一款后驱车辆。整车采用碳素纤维单体壳结构，而且拥有一个更加安全的驾驶舱结构--MonoCage，这是由MP4-12C和MP4-12C Spider中使用的MonoCell升级而来的。
迈凯伦P1的竞争对手为法拉利的LaFerrari和保时捷的保时捷 918 Spyder。

## 规格与数据
P1使用一款和MP4-12C相似的3.8L双涡轮增压V8汽油发动机，但是这款发动机的性能更加优良，可以在7500转时达到737匹马力和719N·m的扭矩。内置的一个电动机还可额外提供179匹马力和260N·m的扭矩。P1使用后轮驱动并配备一款7档双离合变速箱。
供给电动机的动力来自由324块高品质锂电池组成的电池组，这些电池放在了驾驶室的后面。这些电池可以由发动机来充电也可以使用插入电源来充电（2小时可以充满）。驾驶者可以选择是使用汽油发动机还是电动机或者将两者一起搭配来使用。迈凯伦P1的新欧洲驾驶循环测试测试表明，P1可以在纯电力的情况下行驶超过10千米。
迈凯伦P1拥有一些在F1中所使用的先进技术，例如即时动力辅助系统（Instant Power Assist System）和可变尾翼系统。即时动力辅助系统可以通过电动机立刻给汽车一个额外的动力，这项技术来源于F1中的动能回收系统。可变尾翼系统可以根据汽车的速度来调节尾翼的角度，方向。
| 项目                 | 迈凯伦P1各项数据           |
| -------------------- | -------------------------- |
| 0--100km/h           | 2.8秒                      |
| 0--200km/h           | 6.8秒                      |
| 0--300km/h           | 16.5秒(比迈凯伦F1快5.5秒） |
| ¼英里                | 9.8秒                      |
| 极限速度（电子限速） | 350km/h                    |
| 极限速度（不限速）   | 385km/h                    |
| 300km/h--0           | 246公尺（6.2秒）           |
| 97km/h--0            | 30.2公尺                   |

## 生产与销售
迈凯伦P1的量产版在2013年的日内瓦车展上曝光的，生产的总量被严格地控制在375台。价格（英国）是86.6万英镑（103万欧元或135万美元）。但是截止2013年11月，75%的P1预定者都选择由迈凯伦特别定制部门来对车进行一定程度的改装，这样导致平均的价格达到了100万英镑（120万欧元或160万美元）。
在2013年8月，迈凯伦宣布在美洲，亚太和中东地区的配额已经全部销售完，欧洲的配额也在2013年11月中旬售完。
2013年10月，迈凯伦开始生产迈凯伦P1。雖然產地是英國，但是廠方表示由於結構極其複雜，所以只有左駕版。由61名优秀的工程师以每天一辆的速度手工打造。第一辆迈凯伦P1于2013年10月在公司总部英格兰萨里郡沃金交付给了预订者。截止2013年11月中旬，已有12辆被生产了出来。2015年12月，375台生产完畢。

## 纽博格林赛道成绩
迈凯伦宣布在迈凯伦P1以平均179km/h左右的速度在7分钟内跑完了纽伯格林赛道，但是迈凯伦并未公布准确的时间。几个非官方的来源指出改时间可能为6分47秒，这可能使迈凯伦P1成为纽伯格林赛道最快量产车。但是官方一直未公布迈凯伦P1的纽北成绩且网络上有关迈凯伦P1的纽北成绩有着很大的争论，一切等迈凯伦公布成绩为准。

## 其它相关信息
在2013年古德伍德速度嘉年华上，F1车手简森·巴顿驾驶一辆黑色的迈凯伦P1，这是公众第一次看到行驶中的迈凯伦P1。
迈凯伦P1参与了真人版电影《极品飞车》和《最高档（第21季）》电视节目的拍摄。Xbox One游戏《极限竞速5》的封面车辆便是迈凯伦P1。迈凯伦P1也在《極速快感：生存競速》、《狂野飆車8：極速凌雲》、《狂野飆車9：競速傳奇》、《真实赛车 3》、《 俠盜獵車手》(T20)和《巔峰極速》中出现。